# Cruzmaltina
Cruzmaltina är en kommun i Brasilien.   Den ligger i delstaten Paraná, i den södra delen av landet, 1 000 km söder om huvudstaden Brasília. Antalet invånare är 3 162.
Omgivningarna runt Cruzmaltina är huvudsakligen savann. Runt Cruzmaltina är det glesbefolkat, med 11 invånare per kvadratkilometer.